# Vietnam Air Services Company
Vietnam Air Services Company, действующая как VASCO (вьет. Công ty bay dịch vụ hàng không), — вьетнамская авиакомпания со штаб-квартирой в городе Хошимин, осуществляющая регулярные и чартерные пассажирские перевозки по аэропортам южной части Вьетнама.
Является дочерним подразделением национального авиаперевозчика Vietnam Airlines.
В качестве главного транзитного узла (хаба) авиакомпания использует Международный аэропорт Таншоннят. В сфере чартерных перевозок Vietnam Air Service Company работает по контрактам с туристическими операторами, обеспечивает деятельность бригад скорой медицинской помощи (санитарная авиация), перевозит пассаажиров и грузы на платформы нефтяных разработок, а также предоставляет широкий спектр других услуг, связанных с работой авиации местного значения.

## История и общие сведения
Vietnam Air Services Company была образована в 1987 году по распоряжению правительства Вьетнама в качестве дочернего предприятия национальной авиакомпании Vietnam Airlines.
В 2004 году VASCO начала обслуживание регулярных пассажирских направлений вне маршрутной сети флагмана, поскольку в перспективе предполагалась приватизация дочернего перевозчика. Некоторое время спустя руководство Vietnam Airlines объявило о намерениях реорганизации VASCO в бюджетную авиакомпанию с целью сотрудничества с рядом иностранных партнёров в сфере внутренних пассажирских перевозок.

## Маршрутная сеть
Маршрутная сеть регулярных пассажирских перевозок авиакомпании VASCO состоит из пяти пунктов назначения:
- Камау — Аэропорт Камау
- Тамки — Аэропорт Чулай
- Кондао — Аэропорт Кондао
- Хошимин — Международный аэропорт Таншоннят хаб
- Туихоа — Аэропорт Донгтак

## Флот
По состоянию на декабрь 2010 года воздушный флот авиакомпании Vietnam Air Services Company состоял из одного самолёта ATR 72-500, арендованного у Vietnam Airlines.